# 羅日奇納 (舍佩蒂夫卡區)
50°3′6″N 27°11′59″E / 50.05167°N 27.19972°E
羅日奇納（烏克蘭語：Рожична），是烏克蘭的村落，位於該國西部赫梅利尼茨基州，由舍佩蒂夫卡區負責管轄，始建於1230年，面積0.06平方公里，海拔高度291米，2001年人口179。